# Gare de Waulsort-Village
Ne doit pas être confondu avec la gare de Waulsort, fermée en 1923.
La gare de Waulsort-Village, renommée Waulsort en 1926, est une ancienne halte ferroviaire belge de la ligne 154, de Namur à Dinant et Givet (F) située dans le centre de Waulsort, section de la commune d'Hastière, en région wallonne dans la province de Namur.
Elle est mise en service en 1891 par la Compagnie du Nord - Belge et ferme en 1988.

## Situation ferroviaire
La gare de Waulsort-Village se trouvait au point kilométrique (PK) 38,7 de la 154, de Namur à Dinant et Givet (F), entre la halte de Neffe et la gare d'Hastière. Du temps du Nord - Belge, elle constituait le PK 98,4 en partant de Liège-Longdoz.

## Histoire
En 1863, la Compagnie du Nord - Belge inaugure la section de Dinant à Givet de l'actuelle ligne 154. Hastière est alors la seule gare intermédiaire de cette section.
En 1871, une halte est créée sur les rives de la Meuse au lieu dit "l'Orée du bois du Lait" (face à l'actuel arrêt de bus "Les Pauquis"). Cette première gare de Waulsort, dont le bâtiment est fortement agrandi au cours de son existence, n'était toutefois pas bien situé pour les habitants de la plus grande partie du village, située 1 km plus loin, de l'autre côté de l'abbaye de Waulsort.
En 1891, le Nord - Belge crée donc le modeste point d'arrêt de Waulsort-Village, entre les passages à niveau n°119 et 120 (rue du Charreau et rue de la Chaussée). Uniquement desservie pendant la saison touristique, elle consiste en un quai seulement pourvu d'une petite logette en bois pour le chef de station.
Le quartier de la nouvelle gare s'urbanise avec des villas et des hôtels poussant la compagnie à améliorer le service. Autour de 1910, un bâtiment au style particulier est réalisé sur le quai : un vaste préau à la charpente de bois recouvrant un petit guichet de bois et de brique. Peu après, en 1912, la guérite du chef de station est remplacée par un bâtiment en briques reprenant la même charpente décorée de l'abri ; vers 1901, le bâtiment de l'autre gare de Waulsort est rénové dans ce même style balnéaire qui rappelle les villas et hôtels environnants. Avec le temps, la construction sous le toit de bois a été agrandie, passant de deux à quatre travées.
En 1915, l'occupant allemand met la ligne à double voie mais les trains de voyageurs restants cessent de desservir la halte de Waulsort-Village qui rouvre finalement après-guerre, pourvue d'un second quai en direction de Dinant.
En 1923, le Nord - Belge ferme la gare de Waulsort, trop peu fréquentée, et concentre à Waulsort-Village la desserte ferroviaire. La halte prend le nom de Waulsort en 1926.
La Compagnie du Nord-Belge est finalement reprise par la SNCB en 1940.
En 1972, la ligne est remise à simple voie et c'est le quai vers Dinant, situé de l'autre côté du passage à niveau, qui est démantelé. Le vaste abri, implanté sur l'autre quai, est démoli mais le bâtiment du chef de station, qui abrite le poste de block, est conservé. Le trafic des trains de voyageurs entre Dinant et Givet est supprimé en 1988. De 1990 à 2000, des trains à vapeur et autorails de l'association CFV3V continueront à desservir l'arrêt.
En 2020, des vestiges du dernier quai sont toujours visibles tandis que le bâtiment de 1912 est devenu un salon de coiffure. Un parking et un terrain de pétanque ont été aménagés dans les années 2010 sur l'ancienne voie entre les deux passages à niveau.